# 산동항
산동항은 전라남도 장흥군 관산읍 삼산리에 있던 어항이다.

## 연혁
- 전라남도 장흥군 관산읍 삼산리에 있던 산동항은 1973년 12월 19일 지방어항으로 지정 관리하여 왔으나, 삼산간척지 공공개발 편입 및 지방어항 지정기준에 미달하여 2005년 4월 27일 지방어항에서 해제되었다.[1]